# Ben Graves
Ben Graves (Boston, Massachusetts; 5 de noviembre de 1972-9 de mayo de 2018) fue un músico que tocó la batería desde los 12 años en diferentes bandas. Fue conocido por el sobrenombre de "The Ghoul" en algunas bandas. Se dio a conocer al formar parte de la banda Murderdolls. El 9 de mayo de 2018, su prometida Lydia dio a conocer en un comunicado que Ben había muerto de cáncer.

## Biografía
Durante los años 1990, Graves y su amigo Eric Griffin se trasladaron desde Boston hacia Los Ángeles para integrar la banda de "Rock industrial" llamada Synical. En 2000, Graves y Griffin se integraron a la banda Murderdolls, después de que Tripp Eisen les mostrara un vídeo en donde salen los dos tocando a los demás miembros de la banda. Graves apareció en las fotos promocionales de la banda, pero no grabó ninguna canción del disco Beyond the Valley of the Murderdolls, y también viajó por el mundo con la banda. Desde que la banda entró en un hiato, Graves ha tocado con la banda Dope, AntiProduct y "Nocturne".
Murió el miércoles 9 de mayo de 2018 debido a unas complicaciones motivadas por un cáncer que padecía desde hacía once meses.